# Конные егеря Императорской гвардии
Конные егеря Императорской гвардии (фр. Chasseurs à cheval de la Garde impériale) — элитное подразделение, сформированное Наполеоном в 1800 году, сразу после прихода к власти из частей конных гидов (фр. Guides à cheval de l'armée), бывших с ним в итальянской и египетской кампаниях. Полк являлся одним из ключевых элементов Императорской гвардии, и наряду с пешими гренадерами, пешими егерями и конными гренадерами входил в состав Старой гвардии.
Был расформирован в 1815 году сразу после второй реставрации Бурбонов.
Часть пользовалась особым расположением Императора. Во время поездок и на полях сражений Наполеона всегда сопровождал эскадрон конных егерей. Кроме того, Наполеон всегда носил мундир полковника конных егерей под своим знаменитым серым рединготом.

## История полка
3 января 1800 года в состав Гвардии была включена рота конных егерей. История конных егерей началась 30 мая 1796 года. В ходе Итальянской кампании, в момент победоносного наступления штаб генерала Бонапарта расположился в деревне Валеджио. Было очень жарко, пехота отстала на марше и расположилась позади деревни. Все, в том числе и молодой полководец, отдыхали, многие были полураздеты. Вдруг раздался пушечный выстрел, несколько пистолетных хлопков и крики: «К оружию! Это неприятель!». В деревне был только штаб и несколько кавалеристов. Все бросились к лошадям, но они были расседланы. Бонапарту пришлось выскочить через заднюю дверь дома и, конфисковав лошадь убегавшего драгуна, спасаться в одиночку. Тревога оказалась, в общем-то, ложной: два полка неаполитанской кавалерии, проезжая мимо деревни, решили разузнать, занята ли она французами. Канониры армии Бонапарта, которые по случаю находились в Валеджио, дали выстрел по врагу. В результате неаполитанская конница предпочла не ввязываться в дело и продолжила своё отступление. Этот эпизод, в общем, казалось бы, малозначительный, сыграл тем не менее важную роль в истории наполеоновских войск. Бонапарт смог убедиться в том, насколько важно в условиях кампании обеспечение безопасности ставки и что пренебрежение этим простым правилом легко может обернуться катастрофой. Приказом по армии были расформированы 2 роты эскорта (пешая и конная), существовавшие к этому времени при штабе армии (подобные роты состояли на службе при главнокомандующих всех армий Республики).
Вместо них была создана новая рота личной охраны главнокомандующего, в которую должны были принимать только отборных солдат. Казалось бы, ничего кардинально нового не произошло - ведь и уже существовавшие до этого отряды эскорта также состояли не из худших солдат. Однако был важен сам факт создания нового подразделения. Расформирование прежнего эскорта подчеркивало, что отныне рота охраны создается на других основаниях. Она больше не представляла собой подразделение, волею судеб оказавшееся под командованием молодого полководца, а должна была являться его личной клиентелой, в некотором роде «королевским домом». Солдаты новой роты должны были нести службу иначе и, прежде всего, быть беззаветно преданными своему «сюзерену».
Командиром эскорта «Роты гидов главнокомандующего» стал капитан 22-го конно-егерского полка Жан-Батист Бессьер, будущий маршал Империи, герцог Истрийский. Великолепный наездник, отважный солдат и хороший командир конницы Бессьер, по словам всех очевидцев, обладал самым важным на его посту качеством - безграничной преданностью своему повелителю. Всю оставшуюся жизнь до его трагической гибели 1 мая 1813 года Жан-Батист Бессьер будет бессменно командовать гвардейскими конными частями... Пока же в 1796 году его отряд насчитывал 136 человек (на 25 сентября), отобранных среди лучших конников Итальянской армии. Несмотря на скромную численность отряда, храбрые «гиды» вписали не одну славную страницу в историю побед французской армии на полях Италии. Достаточно сказать, что в последние часы битвы при Арколе Бонапарт «приказал командиру эскадрона Эркюлю двинуться с пятьюдесятью гидами и четырьмя или пятью трубачами через кустарник, чтобы атаковать оконечность левого фланга врага...» Внезапная атака горсти смельчаков посеяла замешательство в рядах австрийцев «...и много способствовала успеху дня». Гиды отличились также при Лонато, Кастильоне, Ровередо, Риволи и Тальяменто. Отправляясь в далекий Египет, Бонапарт не преминул взять с собой отряд личной охраны, насчитывавший к этому времени уже 180 конных и 300 пеших гидов. Более того, уже на борту флагманского корабля «Ориан» молодой полководец предписал выбрать лучших солдат из состава линейных частей, довести численность своего элитного подразделения до 1,244 человек, которые должны были составлять 5 пеших и 5 конных рот и полубатарею конной артиллерии (3 орудия и 60 человек). В составе гидов было также 20 музыкантов.
Хотя, судя по боевым расписаниям Восточной армии, отряд гидов не достиг указанной численности, из подразделения, выполнявшего исключительно функции эскорта, гиды превращались в некое отборное резервное формирование, способное решать на поле боя специальные тактические задачи, не забывая при этом своей основной функции — телохранителей. О том, насколько гиды преданно исполняли последнюю из названных миссий, убедительно говорит эпизод, произошедший под Сен-Жан д'Акром. 4 мая 1799 года при осаде этой крепости Бонапарт находился в траншее. Внезапно рядом упала тяжелая бомба с горящим запалом. Бригадиры гидов Домениль и Карбонель, не колеблясь, бросились к своему генералу и закрыли его своими телами. По счастью, оба смельчака остались живы, тем более, не пострадал и сам главнокомандующий. Наряду с этим на поле сражения конные гиды постоянно действовали как ударные кавалерийские части. Особенно это проявилось в ходе Сирийской кампании и, в частности, в знаменитой битве при Мон-Таборе, где их стремительная атака против намного превосходящей по численности турецкой конницы имела полный успех. 180 конных и 125 пеших гидов, отобранных как лучшие, сопровождали генерала Бонапарта в его опасном плавании к берегам Франции и в скором времени после брюмерианского переворота прибыли в Париж.

### Охрана Императора
Эскадрон полка, как правило, находился рядом с Императором. Отряд обеспечивал охрану приближённых Императора, сопровождал, в частности, его при разведке поля боя. Эскорт состоял из лейтенанта, вахмистра, 2 бригадиров, 22 егерей и трубача. Егеря носили в руке карабин. Как правило, когда император останавливался, егеря образовывали вокруг него «каре чести» (фр. carré d'honneur) от пуль или ядер. Когда егеря спешивались, они оснащали свой карабин штыком и окружали Императора. Благодаря роли защитников, их называли «верные рыцари» (фр. chevaliers servants).
Конные егеря гвардии очень уважали и любили Наполеона, и поэтому все старались попасть во взвод эскорта, чтобы быть ближе к нему, иметь возможность общаться с государем весь день, получать от него награды и похвалы.
Вечером 1 декабря 1805 года, накануне Аустерлицкого сражения, Наполеон был в рекогносцировке у линий врага, когда наткнулся на группу казаков. Конные егеря эскорта защитили своего императора, который смог вернуться в расположение французов.

## Справочные данные

### Наименования и преемственность
- 3 января 1800 года – рота конных егерей Гвардии консулов (фр. compagnie de chasseurs à cheval de la Garde des consuls);
- 8 сентября 1800 года – эскадрон конных егерей Гвардии консулов (фр. escadron de chasseurs à cheval de la Garde des consuls);
- 14 ноября 1801 года – полк конных егерей Гвардии консулов (фр. régiment de chasseurs à cheval de la Garde des consuls);
- 18 марта 1802 года – полк конных егерей Консульской гвардии (фр. régiment de chasseurs à cheval de la Garde consulaire);
- 18 мая 1804 года – полк конных егерей Императорской гвардии (фр. régiment de chasseurs à cheval de la Garde impériale);
- 12 мая 1814 года – расформирован королевским ордонансом;
- 8 апреля 1815 года – полк конных егерей Императорской гвардии (фр. régiment de chasseurs à cheval de la Garde impériale);
- 16 мая 1815 года – 1-й полк конных егерей Императорской гвардии (фр. 1re régiment de chasseurs à cheval de la Garde impériale);
- 6 ноября 1815 – окончательно расформирован королевским ордонансом.

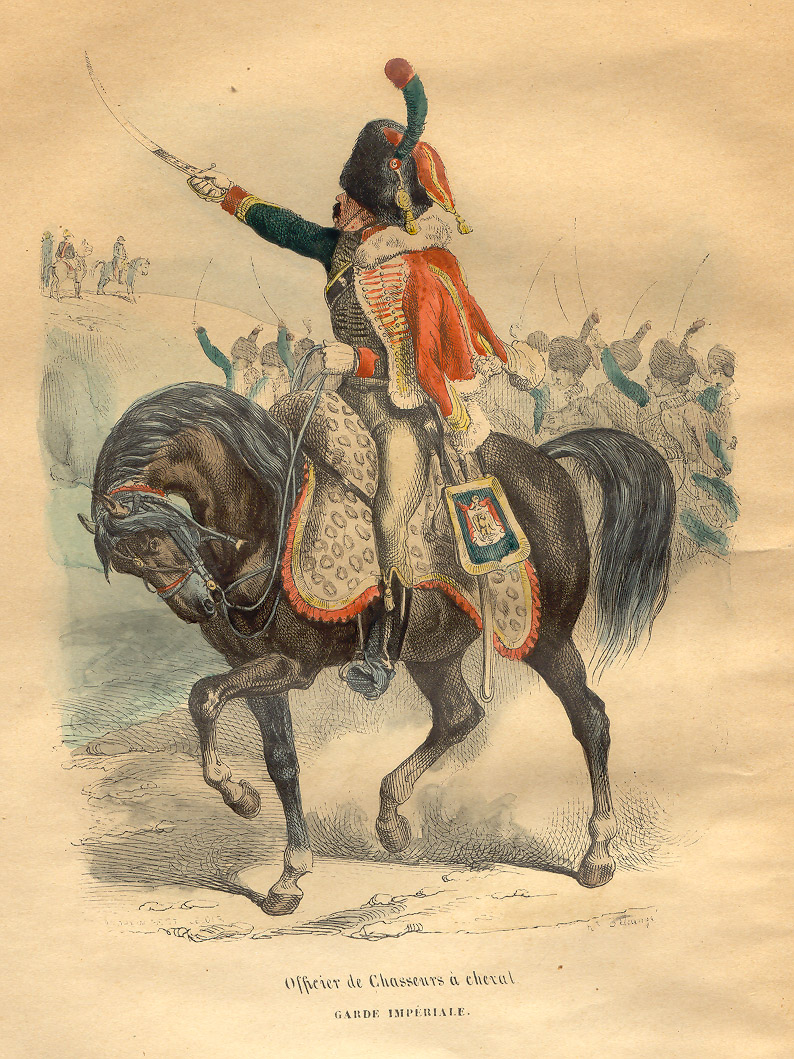
Офицер гвардейских конных егерей

### Состав полка
- 3 января 1800 года: 1 рота.
- 8 сентября 1800 года: 1 эскадрон (2 роты).
- 6 августа 1801 года: 2 эскадрона (4 роты).
- 1 октября 1802 года: 4 эскадрона (8 рот).
- 21 января 1804 года: 4 эскадрона (8 рот) и 1 эскадрон мамлюков.
- 17 сентября 1805 года: 4 эскадрона (8 рот), 1 эскадрон мамлюков и 1 эскадрон велитов (4 роты).
- 15 апреля 1806 года: 4 эскадрона (8 рот), 1 эскадрон мамлюков и 2 эскадрона велитов (8 рот).
- декабрь 1809 года: 4 эскадрона (8 рот), 1 эскадрон мамлюков и 1 эскадрон велитов (2 роты).
- 1 ноября 1811 года: 5 эскадронов (10 рот) и 1 эскадрон мамлюков.
- 6 марта 1813 года: 9 эскадронов, из них 5 первых в Старой гвардии и 4 в Молодой гвардии (16 рот) и 1 эскадрон мамлюков.
- 8 апреля 1815 года: 4 эскадрона (8 рот) и 1 эскадрон мамлюков.

### Организация полка
По состоянию на 1804 год, согласно полковому расписанию, в полку имелись следующие должности:
- - 1 полковник
  - 1 майор
  - 4 командира эскадрона
  - 1 старший адъютант
  - 2 младших адъютанта
  - 1 квартирмейстер-казначей
  - 1 капитан-инструктор
  - 1 младший инструктор в чине старшего вахмистра
  - 1 вагенмейстер (заведующий полковым обозом) в чине старшего вахмистра
  - 4 младших офицера-орлоносца
  - 1 старший хирург
  - 1 старший помощник хирурга
  - 1 помощник хирурга
  - 1 ветеринар
  - 1 помощник ветеринара
  - 6 мастеровых: портной, мастер по изготовлению кюлот, сапожник, мастер по изготовлению и ремонту шпор, шорник (мастер по ремонту конского снаряжения) и оружейник.
  - 1 старший кузнец
  - 1 старший трубач
  - 2 бригадира-трубача
  - 1 тимбальер (литаврщик)

- Штаб каждого эскадрона в это же время состоял из следующих чинов: 1 командир эскадрона, 1 полковой адъютант, 4 знаменосца, 1 старший трубач, 1 литаврщик, 1 бригадир трубачей и 4 мастеровых, всего 13 человек
- В каждом из эскадронов насчитывалось две роты. Состав каждой роты был следующий – 1 капитан, 2 первых лейтенанта, 2 вторых лейтенанта, 1 старший вахмистр, 6 вахмистров, 1 бригадир-фурьер, 10 бригадиров, 1 старший кузнец, 3 трубача и 96 егерей.

### Система званий
- полковник гвардии (фр. colonel de la Garde)
- второй полковник гвардии (фр. colonel en second de la Garde)
- майор гвардии (фр. major de la Garde)
- командир эскадрона (фр. chef d'escadron)
- капитан (фр. capitaine)
- первый лейтенант (фр. lieutenant en premier)
- второй лейтенант (фр. lieutenant en second)
- младший лейтенант (фр. sous-lieutenant)
- старший вахмистр (фр. maréchal-des logis-chef)
- вахмистр (фр. maréchal-des logis)
- бригадир (фр. brigadier)
- егерь (фр. chasseur)
- трубач (фр. trompette)
- кузнец (фр. maréchal-ferrant)

### Командование полка

#### Командиры полка в звании полковник гвардии
- Эжен Богарне (13 октября 1802 – 18 января 1808)
- Шарль Лефевр-Денуэтт (18 января 1808 – 24 июля 1815)

#### Вторые командиры полка в звании второй полковник гвардии
- Морлан (9 июня – 5 декабря 1805)
- Николя Дальманн (18 декабря 1805 – 10 февраля 1807)
- Клод-Этьен Гюйо (16 февраля 1807 – 1 декабря 1813)
- Шарль Лальман (19 апреля – 24 июля 1815)

#### Заместители командира полка в звании майор гвардии
- Морлан (31 января 1804 – 9 июня 1805)
- Николя Дальманн (9 июня – 18 декабря 1805)
- Клод-Этьен Гюйо (18 декабря 1805 – 16 февраля 1807)
- Николя Тири (16 февраля 1807 – 17 июля 1809)
- Эркюль Корбино (13 июня 1809 – 1 июня 1810)
- Пьер Домениль (15 июня 1809 – 6 августа 1811)
- Жан Лион (11 августа 1809 – 13 марта 1815)
- Франсуа-Шарль д’Авранж д’Ожранвиль (6 августа – 24 декабря 1811)
- Изидор Экзельман (24 декабря 1811 – 9 июля 1812)
- Клод Мёзьо (14 мая 1813 – 1 сентября 1814)

### Награждённые чины полка

#### Знак Большого Орла ордена Почётного легиона
- Эжен Богарне, 2 февраля 1805 – полковник

#### Комманданы ордена Почётного легиона
- Эжен Богарне, 14 июня 1804 – полковник
- Морлан, 14 июня 1804 – майор
- Николя Тири, 4 сентября 1808 – майор
- Клод-Этьен Гюйо, 30 июня 1811 – полковник

#### Офицеры ордена Почётного легиона
- Фредерик Бёрманн, 14 июня 1804 – шеф эскадрона
- Жан Бурбье, 14 июня 1804 – шеф эскадрона
- Клод-Этьен Гюйо, 14 июня 1804 – шеф эскадрона
- Николя Дальманн, 14 июня 1804 – шеф эскадрона
- Жермен Шарпантье, 14 марта 1806 – шеф эскадрона
- Франсуа Бон, 14 марта 1806 – шеф эскадрона
- Антуан-Маргерит Клерк, 14 марта 1806 – шеф эскадрона
- Пьер Домениль, 14 марта 1806 – шеф эскадрона
- Луи Франк, 14 марта 1806 – шеф эскадрона
- Жан-Батист Кавруа, 14 марта 1806 – шеф эскадрона
- Антуан Делетр, 14 марта 1806 – командир эскадрона мамелюков
- Луи Демишель, 14 марта 1806 – капитан
- Антуан Мазьё, 14 марта 1806 – лейтенант
- Александер Байё, 14 марта 1806 – лейтенант
- Рено, 14 марта 1806 – лейтенант
- Шен, 14 марта 1806 – лейтенант
- Эркюль Корбино, 17 ноября 1808 – шеф эскадрона
- Жан-Батист Мартен, 17 ноября 1808 – шеф эскадрона
- Шарль Мюнье, 15 августа 1809 – шеф эскадрона
- Пьер Анри Шне, 15 августа 1809 – шеф эскадрона

### Битвы и кампании
- Итальянская кампания 1800 года
  - Маренго (14 июня 1800)
- Австрийская кампания 1805 года
  - Ульм (14 – 22 октября 1805)
  - Аустерлиц (2 декабря 1805)
- Польская кампания 1806-07 годов
  - Лопачин (25 декабря 1806)
  - Прейсиш-Эйлау (8 февраля 1807)
  - Гуттштадт (4 – 7 июня 1807)
  - Гейльсберг (10 июня 1807)
  - Фридланд (14 июня 1807)
- Пиренейская кампания 1808-09 годов
  - Мадрид (2 мая 1808)
  - Бенавенте (29 декабря 1808)
- Австрийская кампания 1809 года
  - Ваграм (6 июля 1809)
- Русская кампания 1812 года
  - Смоленск (16 – 18 августа 1812)
  - Бородино (7 сентября 1812)
  - Малоярославец (25 октября 1812)
  - Красный (17 ноября 1812)
- Саксонская кампания 1813 года
  - Райхенбах (22 мая 1813)
  - Дрезден (26 – 27 августа 1813)
  - Лейпциг (18 октября 1813)
  - Веймар (23 октября 1813)
  - Ханау (30 – 31 октября 1813)
- Французская кампания 1814 года
  - Монмираль (11 февраля 1814)
  - Шато-Тьерри (12 февраля 1814)
  - Вошан (14 февраля 1814)
  - Краон (7 марта 1814)
  - Лаон (9 – 10 марта 1814)
  - Арси-сюр-Об (20 – 21 марта 1814)
- Бельгийская кампания 1815 года
  - Линьи (16 июня 1815)
  - Ватерлоо (18 июня 1815)

### Знамя
Знамя полка гвардейских конных егерей образца 1804 года отличалось от такого же в линейных полках, и представляло собой гидон с двумя закруглёнными концами. В центре белого ромба имелась надпись золотыми буквами: «Император французов полка конных егерей Императорской гвардии» (фр. L’Empereur des Français au régiment de chasseurs à cheval de la Garde impériale) на лицевой, и «Отвага» (фр. Valeur) и «Дисциплина» (фр. Discipline) на оборотной стороне, с Имперским орлом посередине, а внизу номер эскадрона. Углы были украшены охотничьими рожками в окружении лавровых венков.
Знамя образца 1812 года полк получил в 1813 году. Это был квадратный триколор. Спереди имелась надпись: «Императорская гвардия, Император Наполеон полка конных егерей» (фр. Garde impériale, l'Empereur Napoléon au régiment de chasseurs à cheval), а на обратной стороне название сражений, в которых полк отличился и столицы, в которые вступал. Край флага был украшен цифрами, охотничьими рожками окруженными лавровым и дубовым венками, орлами, пчелами...
Знамёна полка были уничтожены в сентябре 1815 году, после второй реставрации Бурбонов.

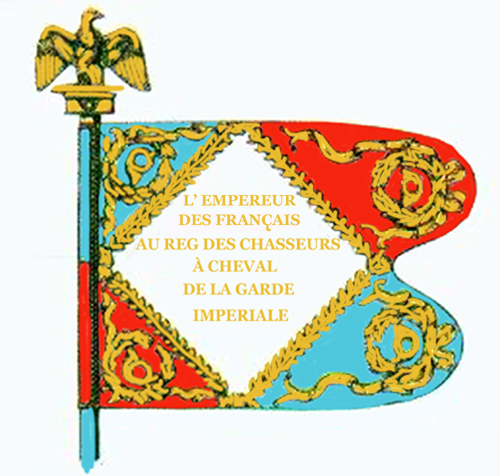
Гидон образца 1804 года аверс
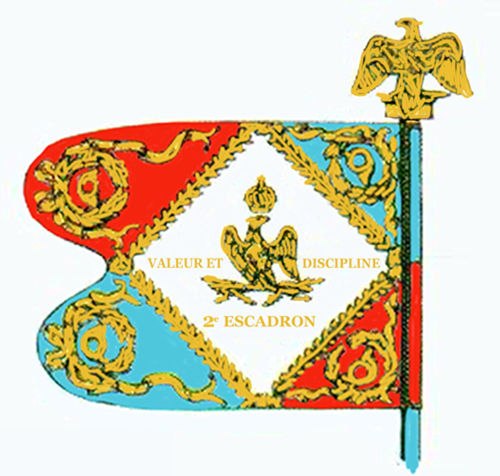
Гидон образца 1804 года реверс
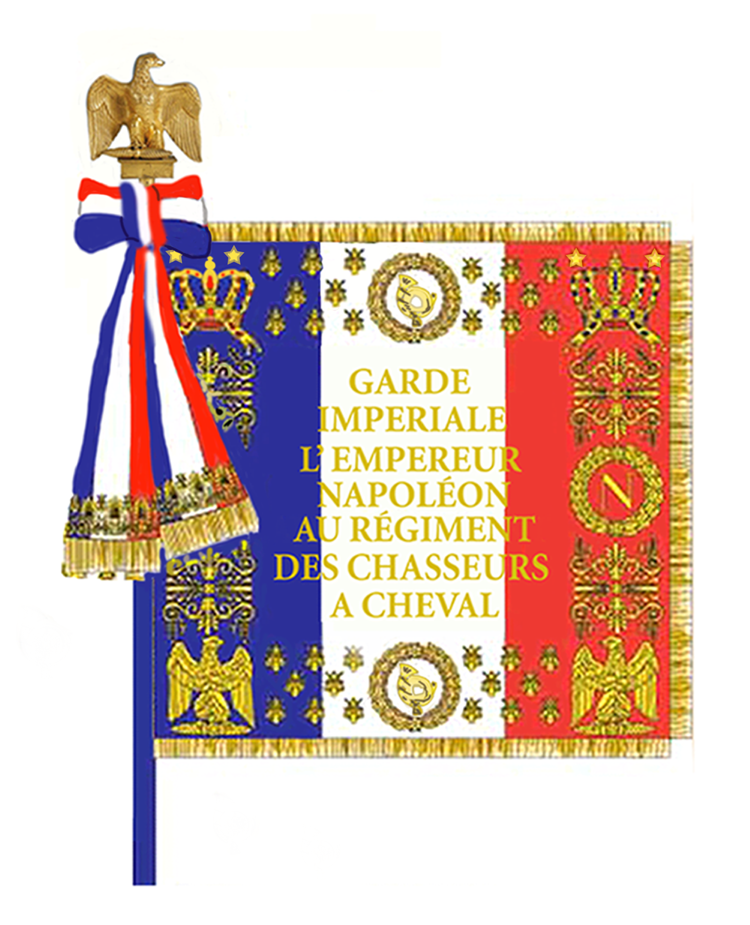
Знамя образца 1812 года аверс

#### Почётные сражения полка, указанные на знамени образца 1812 года
- Marengo 1800
- Ulm 1805
- Austerlitz 1805
- Eylau 1807
- Friedland 1807
- Ekmull 1809
- Essling 1809
- Wagram 1809
- Smolensk 1812
- La Moskowa 1812
- Vienne, Berlin, Madrid et Moscou.

### Комментарии
1. ↑  К началу войны с Пруссией конные егеря не успели прибыть к месту боевых действий, и охрану Императора выполнял 1-й гусарский полк